# Seriola rivoliana
Seriola rivoliana, comummente conhecida como charoteiro ou lírio (não confundir com as espécies Trichiurus lepturus e Seriola dumerili, que consigo partilham este nome comum),  é uma espécie de peixe pertencente à família dos Carangídeos.
A autoridade científica da espécie é Valenciennes, tendo sido descrita no ano de 1833.

## Descrição
Caracteriza-se pelo corpo comprido e espalmado, medindo, em média, cerca de 90 centímetros, sendo que o maior exemplar alguma vez registado chegava aos 160 centímetros comprimento. Por seu turno, o peso mais elevado, alguma vez registado num exemplar desta espécie orçava os 59,9 kg.
Exibe uma coloração que alterna entre o acastanhado e o azul- acinzentado no dorso, ao passo que no ventre já se mostra com uma pigmentação mais esbranquiçada, com reflexos acobreados. É dotado, ainda, de uma emblemática risca castanho-amarelado escura sobre a nuca, que se espraia desde a zona ocular até ao início da barbatana dorsal. Tem ainda outra risca amarela, mais clara, ao centro do dorso.
Destaca-se, também, pelas barbatanas, que variam em cor entre o cinzento escuro e o amarelado, salvo as barbatanas ventrais, que costumam ser brancas e por possuir um pedúnculo caudal com sulcos. 
Conta com um total de 8 espinhos dorsais, 27 a 33 raios dorsais, 3 espinhos anais e 18 a 22 raios anais. Conta ainda 24 vértebras.

### Hábitos
Os adultos são bentopelágicos, agrupando-se em cardumes pouco numerosos e alimentando-se de uma dieta à base de outros peixes mais pequenos, mas também de invertebrados. Os ovos são pelágicos.

## Distribuição
Trata-se de uma espécie marinha, que habita a profundidades na ordem dos 5 a 245 metros. Encontra-se nos oceanos Atlântico, desde o Cabo Cod até ao Norte da Argentina, Índico e Pacífico, desde o Sul do Quénia até à África do Sul e desde das Ilhas Marianas Orientais até às Ilhas Wake, na Micronésia e ao Sul da Nova Caledónia. Marca presença, ainda, nos mares Negro eMediterrâneo, especialmente nas cercanias da ilha de Lampedusa.

### Portugal
Encontra-se presente em Portugal, onde é uma espécie nativa. Pode ser observado nas áreas protegidas do Parque Natural do Sudoeste Alentejano e Costa Vicentina, no Parque Marinho Prof. Luiz Saldanha e no Parque Natural do Litoral Norte.

## Consumo Humano
Há casos registados de ciguatera, no que toca ao consumo de charoteiros capturados na costa setentrional da América do Sul.